# Henri Belunza
Henri Belunza, né le 22 août 1911 à Buenos Aires en Argentine et mort le 19 août 1989 à Lyon, est un footballeur argentin. Il a par la suite été naturalisé français.

## Carrière
Originaire d'Argentine, Henri Belunza a réalisé l'essentiel de sa carrière de footballeur en France. Après avoir évolué à l'Excelsior de Roubaix en Division 1, il rejoint des clubs de Division 2 comme l'Olympique de Dunkerque ou le Stade rennais UC. Il terminera sa carrière sous les couleurs du Havre AC.
Henri Belunza décède le 19 août 1989 dans le 6e arrondissement de Lyon.

## Sources
- Claude Loire, Le Stade rennais, fleuron du football breton, Rennes, Apogée, 1994